# Monique Ilboudo
Monique Ilboudo, née en 1959 à Ouagadougou, est une femme de lettres, femme politique, avocate et militante des droits humains burkinabée.

## Biographie
Monique Ilboudo est née à Ouagadougou, en Haute-Volta, en 1959. Elle étudie le droit à l'université de Ouagadougou. Elle obtient  en 1983 une maîtrise en droit privé. Elle prolonge ensuite ce parcours à l'université Lille II, filière Droit et santé en France, et y obtient un diplôme d'études supérieures de droit privé en 1985. Puis elle obtient  un doctorat en droit privé à l'université Paris-Est-Créteil-Val-de-Marne en 1991, et devient professeur adjoint à l'Université de Ouagadougou. Entre 1992 et 1995, devenu enseignant à l’université de Ouagadougou au Burkina Faso, elle se consacre également à l’écriture. Elle est l’auteur de la chronique Féminin pluriel dans le quotidien burkinabé L'Observateur Paalga. Dans le même temps, elle crée Qui-vive, l'observatoire de la condition de la femme burkinabé. Elle est un membre fondateur du Conseil supérieur de l'information de 1995 à 2000.
Dans un documentaire de la togolaise Anne-Laure Folly, Femmes aux yeux ouverts, en 1994, elle explique qu'au Burkina Faso, comme dans de nombreuses sociétés africaines, les hommes veulent garder le contrôle sur les relations sexuelles. La procréation est la principale motivation, et non l'amour. La polygamie dans le but de reproduction et de rapports sexuels non protégés occasionnels par les hommes expose les femmes à un risque élevé de VIH / sida. Ilboudo résume le dilemme: «Vous ne pouvez pas prendre des précautions pour avoir des enfants».
En 1998, elle participe à une résidence d’écriture à Kigali, avec une dizaine d’autres écrivains africains, dont le Sénégalais Boubacar Boris Diop, le Guinéen Tierno Monenembo, l'auteur dramatique tchadien Koulsy Lamko, et l'écrivain anglophone Meja Mwangi, du Kenya. Le thème de cette réflexion collective est  l’écriture et le devoir de mémoire, à la suite du génocide des Tutsis du printemps 1994 au Rwanda.
En 2000, Monique Ilboudo est nommée secrétaire d'État pour la promotion des droits humains. En juin 2002, elle est nommée ministre de la Promotion des droits humains, un poste nouvellement créé, jusqu’en 2008. Elle devient ensuite ambassadrice du Burkina Faso dans les pays nordiques et baltes. En avril 2011 Elle établit des relations diplomatiques avec la Lettonie, et en octobre 2012 présente ses lettres de créance au président letton Andris Bērziņš.
En 1992, Monique Ilboudo reçoit le Grand Prix du Burkina du Meilleur pour Le Mal de peau. Le livre est réédité en 2001. Il raconte l'histoire d'une femme burkinabé qui est violée par un soldat blanc, et une jeune femme qui est née du viol. La jeune femme se rend à Paris à la recherche de son père, et tombe amoureuse d’un homme blanc. Le roman traite avec sensibilité des sujets tels que l'expérience coloniale, les préjugés et le métissage,.
Murekatete, un roman écrit dans le cadre de la résidence au Rwanda, est publié en 2001. Murekatete est le nom d'une femme, et signifie «la laisser vivre». La femme est hantée par les souvenirs du génocide des Tutsi au Rwanda. Pour essayer de surmonter son sentiment de culpabilité d’avoir survécu  et retourner à la vie normale, elle et son mari visitent le site du mémorial de Murambi. Le mouvement ne fait qu'aggraver le problème. L'histoire est écrite à la première personne, en peu de mots.
En 2006, Monique Ilboudo publie Droit de cité : être femme au Burkina Faso. Après son parcours dans des fonctions diplomatiques, elle revient à l'écriture, notamment avec les romans Si loin de ma vie, publié en 2018, et Carrefour des veuves publié en 2020, des œuvres ancrées dans le contexte social et politique du Burkina Faso,.
Elle rejoint l'association Mots d'Elles fondée le 20 novembre 2021 à Ouagadougou qui se donne pour objectif de favoriser l'émergence d'une littérature nationale féminine de qualité. L'association compte parmi ses membres les écrivaines burkinabées  Sophie Heidi Kam et Bernadette Sanou Dao.

## Œuvres

### Romans
- Le Mal de peau, Imprimerie Nationale du Burkina, 1992 (lire en ligne) réédition, Paris, Le Serpent à Plumes, coll. « Motifs » no 123, 2001  (ISBN 2-84261-158-6)
- Murekatete, Lille, Éditions du Figuier, 2000, 75 p.
- Si loin de ma vie, Le Serpent à Plumes, 2018, 144 p.
- Carrefour des veuves, Les Lettres Mouchetées, 2020, 159 p.

### Poésie
- Nyamirambo : recueil de poésie, Le Figuier, 2000, 75 p. (ISBN 978-2-84258-067-4, lire en ligne). En collaboration avec Nocky Djedanoum.

### Essai
- Droit de cité : être femme au Burkina Faso, les Éditions du Remue-ménage, 2006 (ISBN 978-2-89091-244-1, lire en ligne).